# Rolls-Royce Phantom II
Der Rolls-Royce Phantom II war ein Luxuswagen, den der britische Automobilhersteller Rolls-Royce 1929 bis 1935 als Nachfolger des Phantom I in Großbritannien baute. Die Fertigung des Phantom I in den USA lief noch bis 1931 weiter.

## Beschreibung
Den Reihensechszylinder-Motor mit hängenden Ventilen und 7668 cm³ Hubraum übernahm Rolls-Royce von dessen Vorgänger, allerdings wurde das Aggregat auf 120 bhp (89 kW) bei 3500 min−1 leistungsgesteigert. Der Rolls-Royce Phantom II war der letzte der großen Sechszylinderwagen, deren Entwicklung von der ersten Entwurfs-Skizze bis zur Fertigstellung vollständig unter der Kontrolle von F. Henry Royce selbst stand. Die Motorkraft wurde über ein handgeschaltetes, unsynchronisiertes Vierganggetriebe an die Hinterräder weitergeleitet. Ab 1932 wurden der 3. und 4. Gang synchronisiert, ab 1935 kam auch der 2. Gang dazu.
Die starre Vorderachse an Halbelliptik-Blattfedern stammte ebenfalls vom Phantom I, hinten gab es nun eine Starrachse auch an halbelliptischen Blattfedern statt an Ausleger(Cantilever)-federn. Alle 4 Räder waren mit Trommelbremsen ausgestattet, die servounterstützt betätigt wurden.

## Continental
Für sportliche Fahrer gab es eine Ausführung mit auf 3657,6 mm verkürztem Radstand. In der Regel wurden leichte Aufbauten verwendet, um Gewicht zu sparen. Ein originelles Detail zur Leistungssteigerung war eine Klappe im Auspuff die der Fahrer durch eine Öffnung im Fußraum betätigen konnte. Die Verwendung dieses Systems war im Vereinigten Königreich untersagt. Eine "Continental"-Ausführung gab es bei Rolls-Royce ausschließlich für den Phantom II; die Bezeichnung bezieht sich auf den anvisierten Verkaufsraum Kontinental-Europa. Die ab 1931 zu Rolls-Royce gehörende Marke Bentley nahm diese Bezeichnung nach dem Zweiten Weltkrieg wieder auf, indem sie sportliche Versionen des R-Type sowie der S-Series von 1952 bis 1965 als R-Type Continental, S1 Continental, S2 Continental und S3 Continental anbot.

## Karosserien
Nur Fahrwerk und Mechanik wurden von Rolls-Royce hergestellt. Die Karosserien wurden auf Kundenwunsch von verschiedenen Stellmachern aufgebaut. Einige der bekanntesten Karosseriebauer für Rolls-Royce-Automobile waren Park Ward, Thrupp & Maberly, Mulliner und Hooper, aber auch kleinere Betriebe wie Barker oder Cunard kleideten einzelne Chassis ein.

## Produktion
Insgesamt entstanden 1681 Fahrgestelle in der Fabrik in Derby. Davon waren 281 Stück Phantom II Continental. 125 Exemplare davon waren linksgelenkt. Nachfolger war ab 1935 der Phantom III.

## Trivia
Im Film Indiana Jones und der letzte Kreuzzug war ein Rolls-Royce Phantom II die Bezahlung, die der Sultan von Hatay für die Unterstützung der Nazis auf der Suche nach dem Heiligen Gral forderte. Zu den Leistungsdaten sagte der Sultan: "Rolls-Royce Phantom two. 4.3 litre, 30 horsepower, six cylinder engine, with Stromberg downdraft carburetor, can go from zero to 100 kilometres an hour in 12.5 seconds". Diese sind bezüglich Motorleistung und Hubraum fehlerhaft. In der deutschen Version des Films tauchen diese fehlerhaften Beschreibungen zwar nicht auf, jedoch wurde ein falsches Beschleunigungsvermögen des Autos angegeben ("28,5 Sekunden für die Beschleunigung von 0 auf 100 km/h"). Zudem handelte es sich bei dem im Film gezeigten Fahrzeug um keinen Rolls-Royce Phantom II sondern um einen 1935er Rolls-Royce 20/25 hp Barker Saloon.

## Galerie

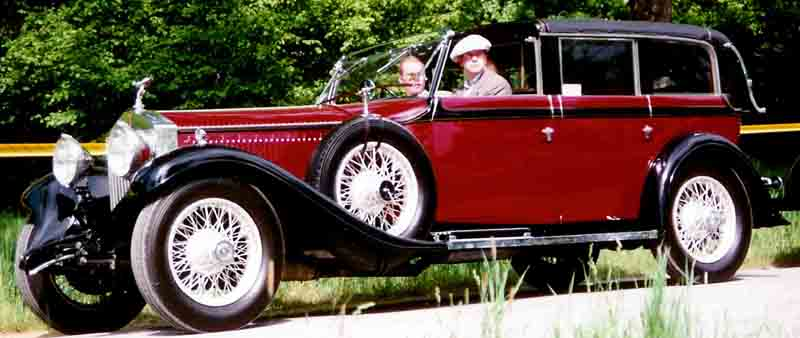
Rolls-Royce Phantom II Sedanca Cabriolet (1929)
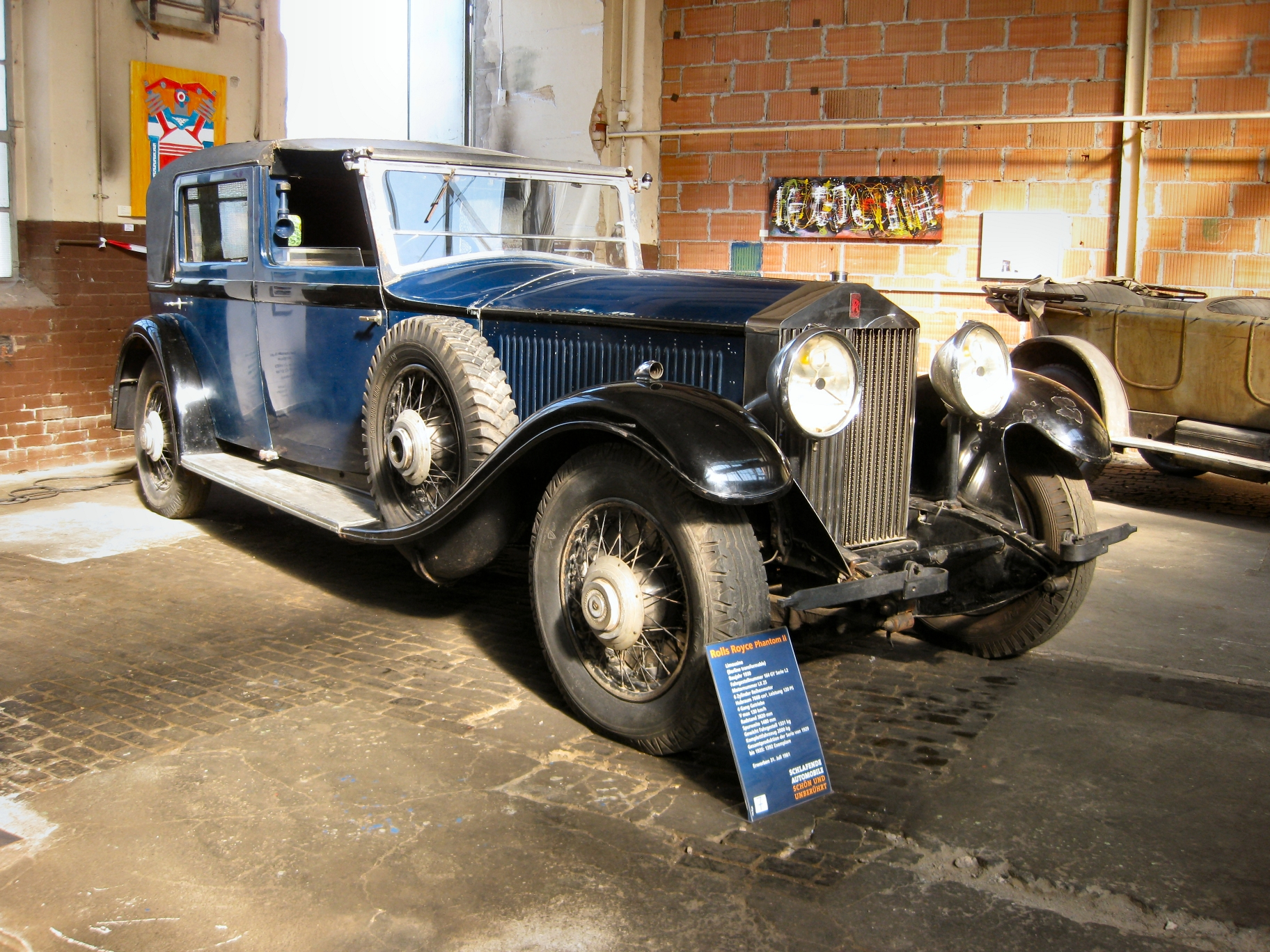
Rolls-Royce Phantom II 'Berline transformable' (1930) aus Depot Schlumpf
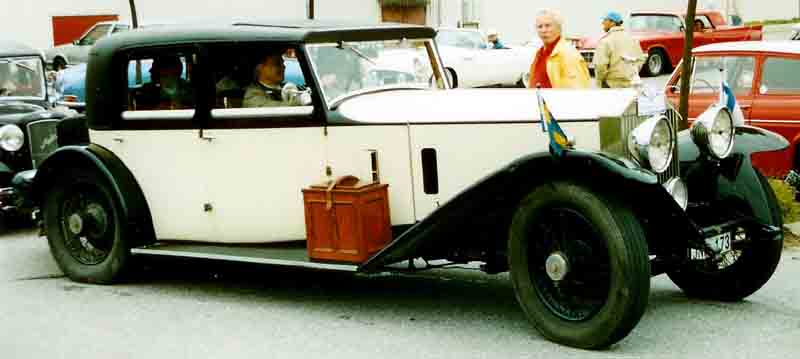
Rolls-Royce Phantom II Sports Saloon (1930)
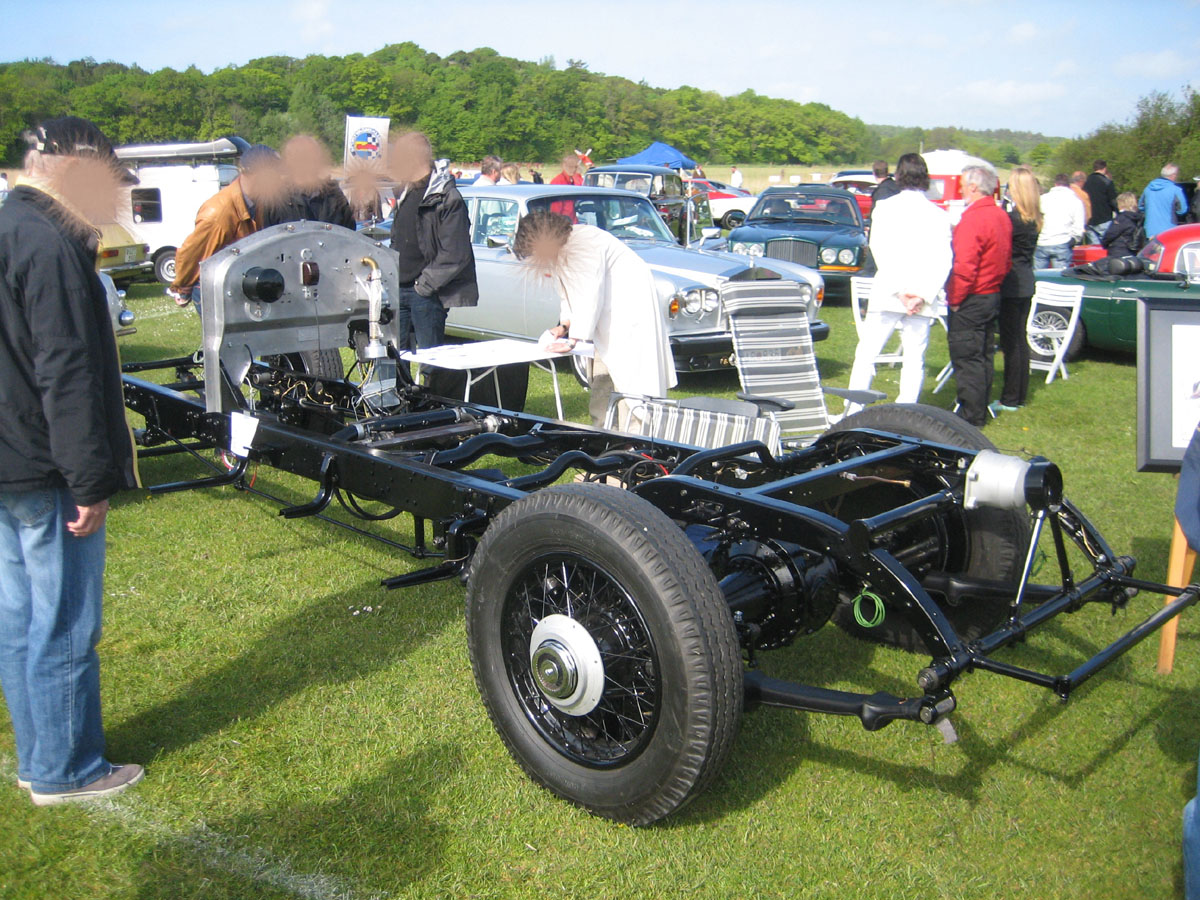
Fahrgestell eines Rolls-Royce Phantom II